# Віреончик вохристий
Вірео́нчик вохристий (Pachysylvia hypoxantha) — вид горобцеподібних птахів родини віреонових (Vireonidae). Мешкає в Амазонії.

## Підвиди
Виділяють шість підвидів:
- P. h. hypoxantha (Pelzeln, 1868) — південно-східна Колумбія (Ваупес, Ґуайнія), південно-західна Венесуела (Амасонас) і північно-західна Бразилія (на південь до Амазонки);
- P. h. fuscicapillus (Sclater, PL & Salvin, 1880) — схід Еквадору і північ Перу (на південь до річки Мараньйон);
- P. h. flaviventris (Cabanis, 1873) — центральне Перу (від Сан-Мартіна на південь до Аякучо);
- P. h. icterica (Bond, J, 1953) — західна Бразилія (верхів'я Журуа), крайній південний схід Перу (Пуно) і північна Болівія;
- P. h. albigula Chapman, 1921 — північна Бразилія (на південь від Амазонки, від річки Пурус до річок Ірірі і Шінгу);
- P. h. inornata Snethlage, E, 1914 — північна Бразилія (на південь від Амазонки, від Тапажоса на схід до Токантінса).

## Поширення і екологія
Вохристі віреончики мешкають у Колумбії, Венесуелі, Еквадорі, Перу, Болівії та Бразилії. Вони живуть у вологих тропічних і заболочених лісах Амазонії. Зустрічаються на висоті до 900 м над рівнем моря.